# Heimsheim

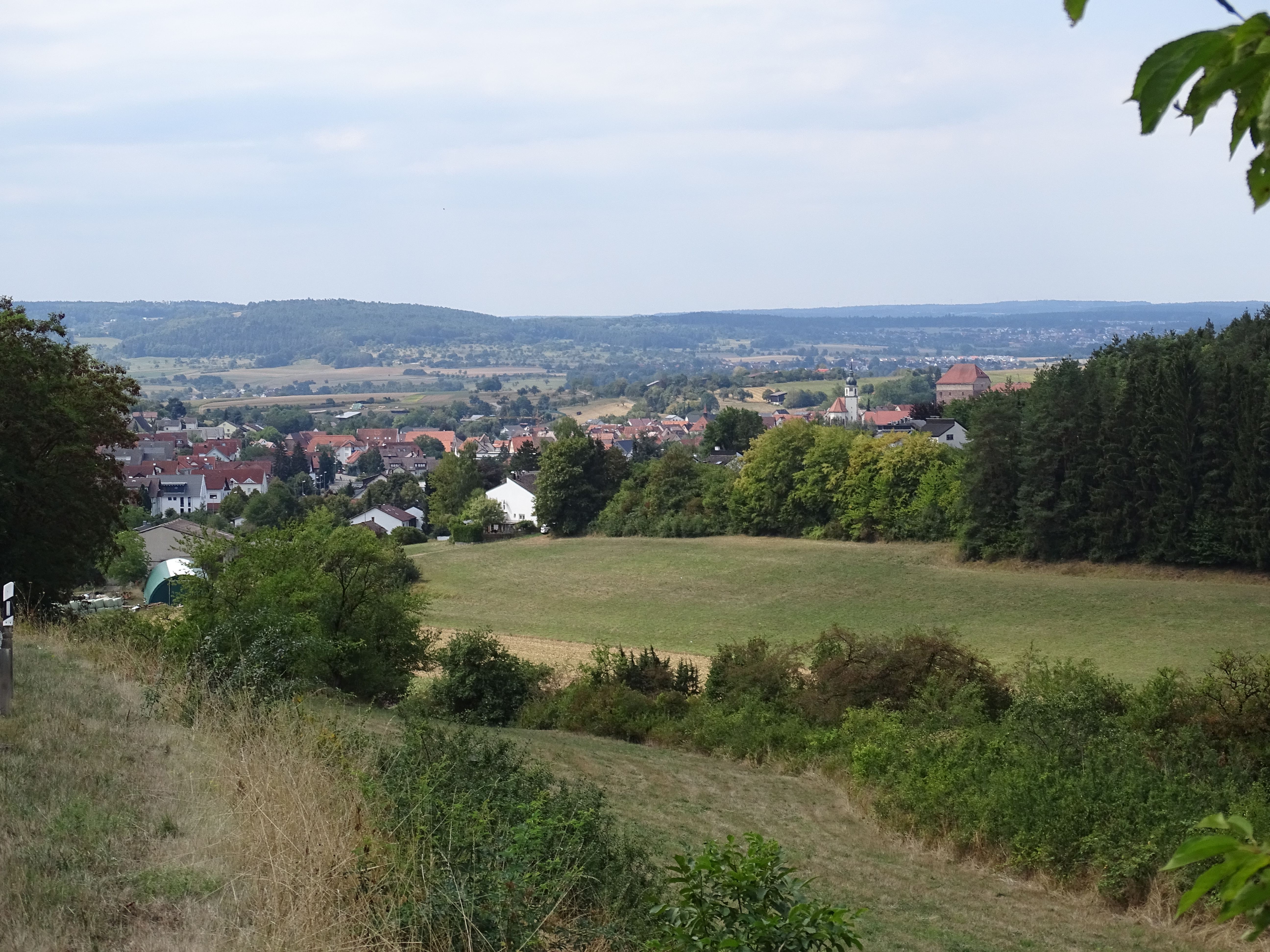
Heimsheim

Heimsheim ist eine Stadt im Enzkreis in Baden-Württemberg etwa 15 Kilometer südöstlich von Pforzheim inmitten des Heckengäu. Sie gehört zur Region Nordschwarzwald und zur europäischen Metropolregion Stuttgart. Im Stadtgebiet liegen außer dem namensgebenden Ort keine weiteren Ortschaften.

## Geographie
Westlich von Heimsheim liegen die beiden Naturschutzgebiete Betzenbuckel und die Tiefenbronner Seewiesen. Das Stadtgebiet reicht nördlich bis an die A8. Durch das Gebiet fließt der Kotzenbach, ein kleinerer Zufluss der Würm. Zu Heimsheim gehören zudem die Wüstungen Hofstadt und Weilerfeld.
Die Nachbargemeinden sind Rutesheim, Renningen, Tiefenbronn, Mönsheim, Friolzheim, Weil der Stadt und Weissach.

## Geschichte

### Mittelalter
Heimsheim, das am Rand eines alemannischen Gräberfeldes entstand, wurde erstmals 965 als Heimbodesheim urkundlich erwähnt, als dort Kaiser Otto der Große nach der Kaiserkrönung in Rom bei seiner Rückkehr nach Deutschland von König Otto II. und dem Erzbischof Wilhelm von Mainz – seinen beiden Söhnen – empfangen wurde. Während der Zeit der Stammesherzogtümer lag der Ort im südlichen Bereich des Herzogtums Franken.
In einer Urkunde des Klosters Bebenhausen aus dem Jahr 1295 sind die Heimsheimer Stadtrechte erstmals nachgewiesen. Zu der Zeit lag Heimsheim im Einflussbereich der Grafen von Tübingen.

### Schleglerbund
Die Geschichte Heimsheims ist mit der Geschichte des Schleglerbundes verbunden. Im 14. Jahrhundert schlossen sich Ritter zu verschiedenen Bünden zusammen, um ihre in ihren Augen ihnen zustehenden Rechte notfalls mit Gewalt durchzusetzen. Am Martinstag 1366 gründeten etliche Ritter aus der Region (Truchsess von Höfingen, Wolf von Steinegg, Georg von Enzberg u. a.) den Bund der „Martinsvögel“, um gemeinsam die alten Rechte der Ritter gegen die aufkommende Vormacht des Hauses Württemberg und die der freien Städte zu verteidigen. Schon ein Jahr später versuchten sie Graf Eberhard II. in  Wildbad zu überfallen. Dies misslang, und damit begann eine 30-jährige Zeit der Unruhen, auch Schleglerkrieg genannt. Durch Sühnevertrag wurden die Martinsvögel in den 1380er Jahren aufgelöst, die darin zusammengeschlossenen Ritter gründeten aber unter dem Namen der „Schlegler“ einen neuen Bund. Als Abzeichen trugen sie Schlegel (in der Form von Dreschflegeln). Gegen Ende des 14. Jahrhunderts wendete sich das Blatt zu Gunsten der Städte und Grafen, die durch Trutzbünde einander verpflichtet waren. Dennoch griffen die Schlegler immer wieder Städte an. In Heimsheim trafen sich 1395 die „Könige“ des Schleglerbundes, um zu beraten, wie man Graf Eberhard den Milden von Württemberg überfallen könne. Dieser erfuhr von dem Plan und zog im September mit einem Heerhaufen vor die Stadt. Es gelang seinen Truppen, das Städtchen in Brand zu setzen. Der Überlieferung nach soll ein vor der Stadt an der Stadtmauer liegender Strohhaufen in Brand geschossen worden sein, der das Feuer in die Stadt trug, wo es in dem eng gebauten Städtchen reichlich Nahrung fand. Die Anführer der Schlegler wurden gefangen genommen, andere retteten sich durch Flucht. 1396 löste sich der Schleglerbund endgültig auf. Die Schlacht wurde von Ludwig Uhland in seinem Gedicht Drei Könige zu Heimsen in Versform gebracht. Seit dem 1. Oktober 2023 führt Heimsheim die offizielle Zusatzbezeichnung „Schleglerstadt“.

### Spätmittelalter und Neuzeit

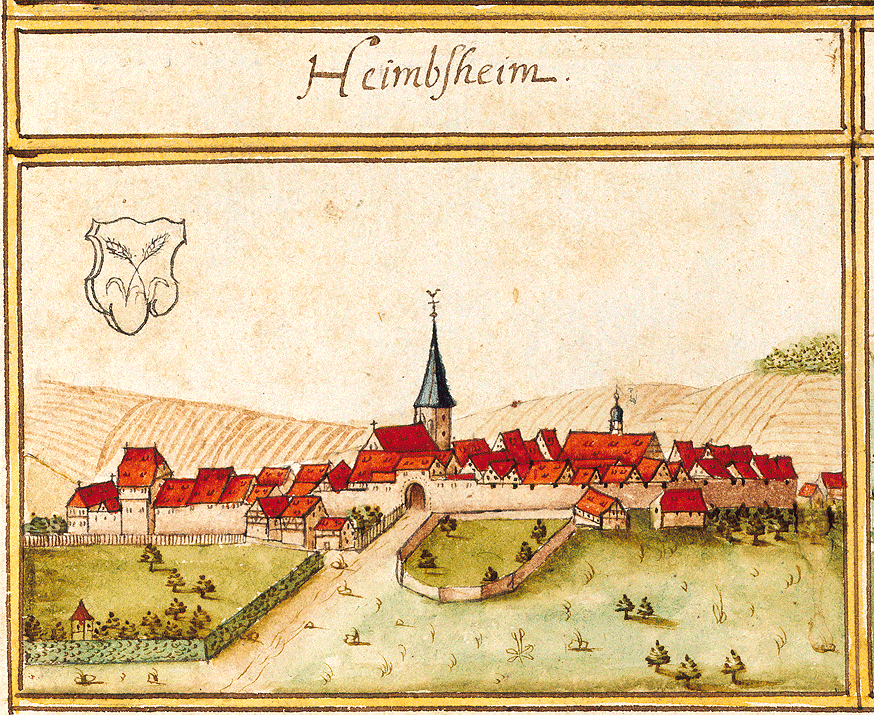
Heimsheim im Forstlagerbuch 1682 von Andreas Kieser

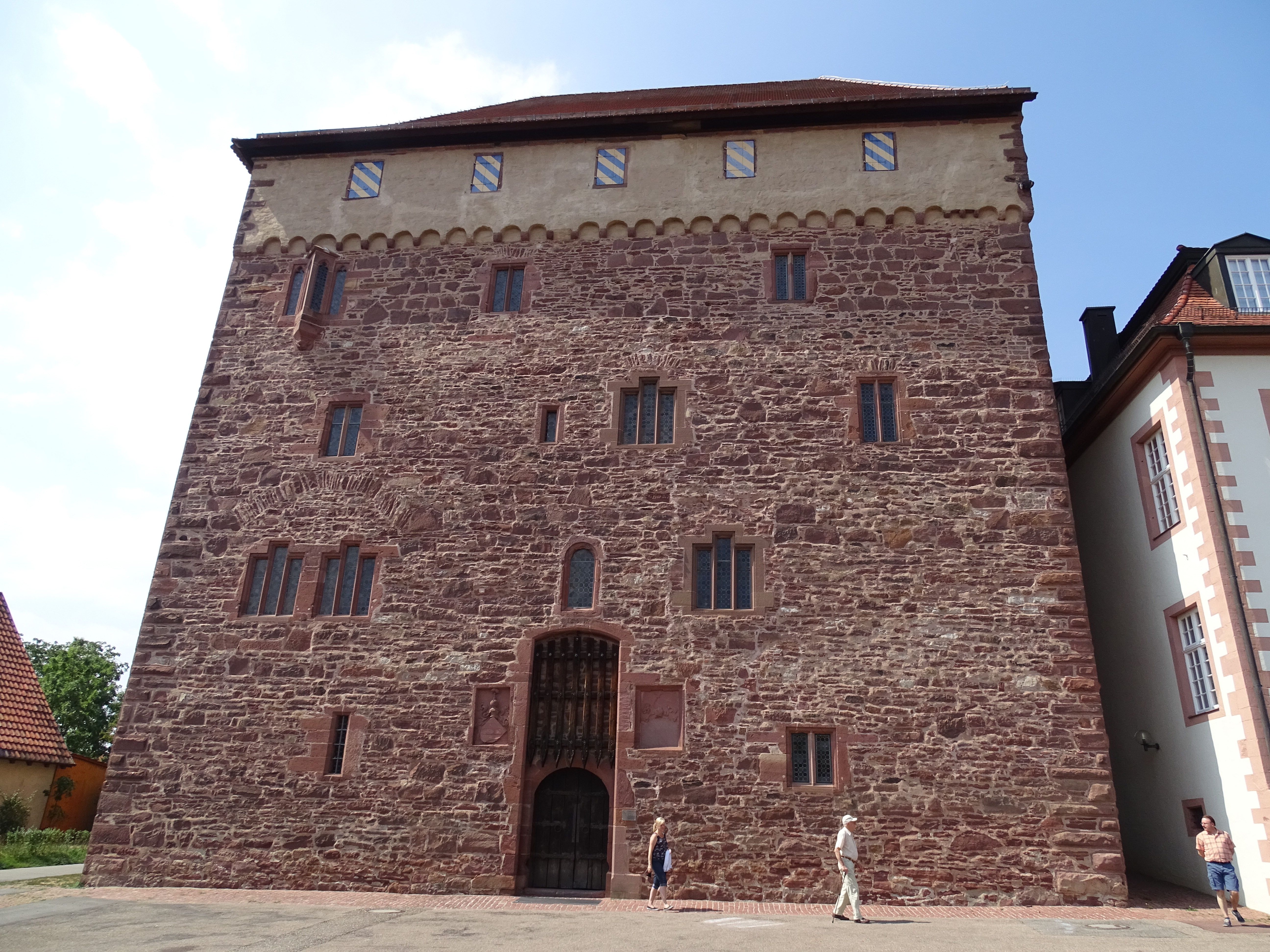
Schleglerschloss

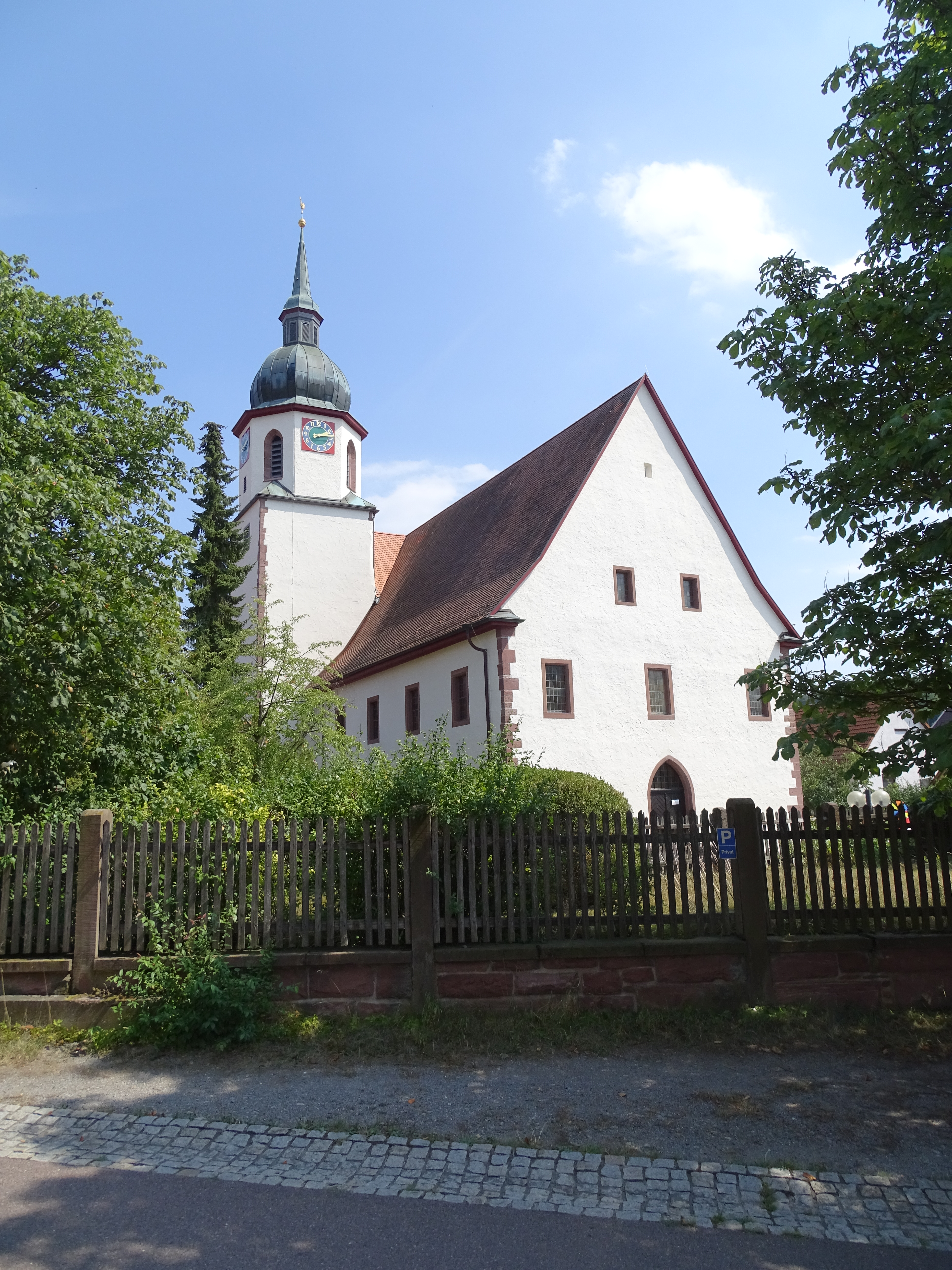
Stadtkirche

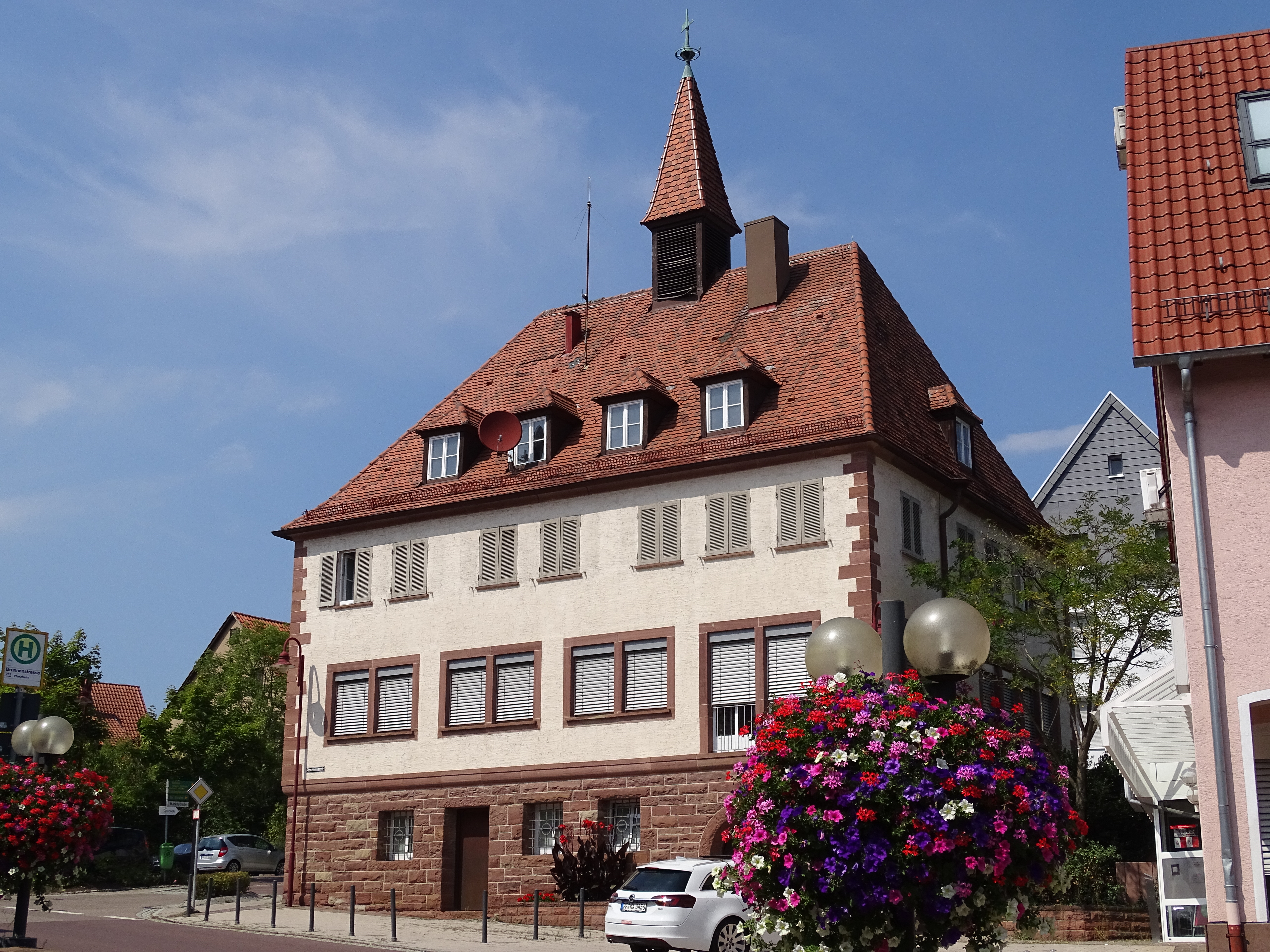
Altes Rathaus

1456 bestätigte Kaiser Friedrich III. die Stadtrechte von Heimsheim. Die allmähliche Zugehörigkeit der Stadt zum Territorium der Grafen, seit 1495 Herzöge von Württemberg äußerte sich unter anderem durch die Teilnahme Heimsheims an den Landtagen der Württembergischen Landstände, die 1498 und 1514 stattfanden.
Bis zur Reformation gehörte die Heimsheimer Pfarrei zum Landkapitel Weil der Stadt im Archidiakonat Trinitatis des Bistums Speyer. Auf Grund der Zugehörigkeit zu Württemberg wurde Heimsheim evangelisch und verlor die bis dahin bestehenden katholischen Einrichtungen.
Im Dreißigjährigen Krieg erlitt die Stadt 1634 einen Großbrand, der 214 Häuser zerstörte. 1646 kamen die Schweden und plünderten. In die Zeit des Pfälzischen Erbfolgekriegs fielen die Plünderungen durch die Franzosen in den Jahren 1688 und 1693.
Der württembergische Premierminister Friedrich Wilhelm von Grävenitz ließ 1729 bis 1730 das heute als Rathaus genutzte Neue Schloss im Rokokostil erbauen, das von Carlo Carlone ausgestaltet wurde.
Heimsheim gehörte zur Zeit des Herzogtums und Königreichs Württemberg zum Oberamt Leonberg. Bei den Verwaltungsreformen während der NS-Zeit in Württemberg wurde das Oberamt 1934 in Kreis Leonberg umbenannt und 1938 in den Landkreis Leonberg überführt.
In den letzten Kriegstagen des Zweiten Weltkriegs wurde Heimsheim 1945 bei einem Tieffliegerangriff fast völlig zerstört. Nach Kriegsende kam Heimsheim mit dem Landkreis Leonberg zur Amerikanischen Besatzungszone und damit zum in dieser Zone neu errichteten Land Württemberg-Baden, das 1952 im Bundesland Baden-Württemberg aufging.
Im Rahmen der Kreisreform in Baden-Württemberg zum 1. Januar 1973 wurde der Landkreis Leonberg aufgelöst. Die Stadt Heimsheim wurde Teil des neu gebildeten Enzkreises.

### SchlossHOFspiele/Schleglerspiele
1951 und 1965 wurde die Episode um die Gefangennahme der Schleglerkönige und Zerstörung der Stadt bei den Schleglerspielen dargestellt. Nach einer Pause wurde im Jahr 2000 Die Könige zu Heimsheim erneut aufgeführt. Im Sommer 2006 wurde das Thema in einem neuen Schauspiel Die Verschwörung der Schlegler – Ritter zwischen Raub und Ruhm aufgeführt. Damit verbunden war die Umbenennung der bisherigen Schleglerspiele in SchlossHOFspiele.
Das historische Schauspiel Die Stadt, der Graf und die Waldenser wurde 2014 durch die wiederkehrenden SchlossHOFspiele aufgeführt. Das Stück griff die Ansiedlung der Waldenser auf Heimsheimer Gemarkung im 18. Jahrhundert auf, als die Stadt Lehnsitz des Grafen von Graevenitz war. Kulisse waren das Schleglerschloss sowie das Graevenitz’sche Schloss zu Heimsheim. Damit einhergehend fand der Heimsheimer Barockmarkt statt, der eine zeitgenössische Bewirtung und ein passendes Rahmenprogramm bot.

## Wappen

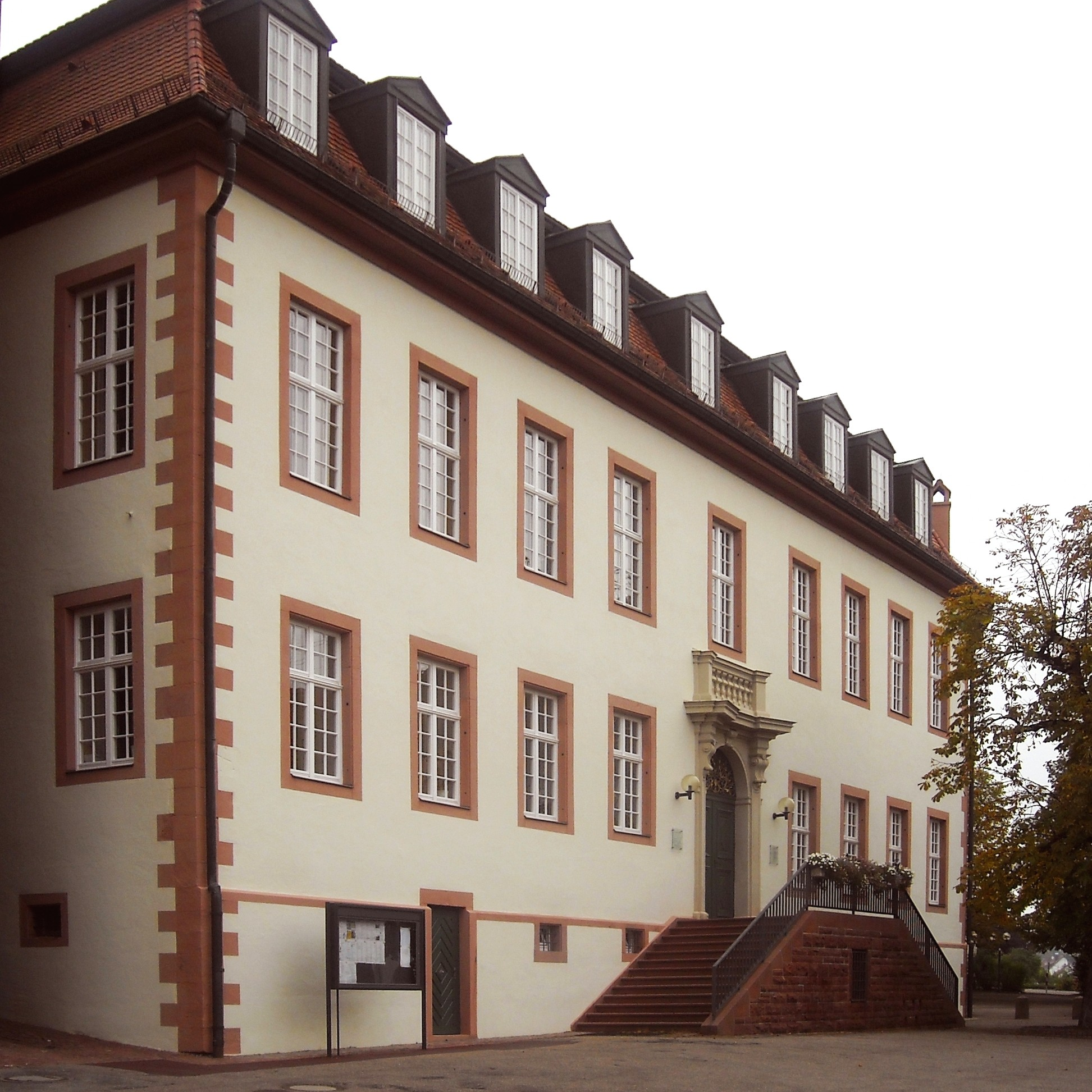
Graevenitz’sches Schloss, heute als Rathaus genutzt

| Wappen von Heimsheim | Blasonierung: „In grün zwei schräggekreuzte wachsende goldene Ähren.“ |
| Wappen von Heimsheim | Wappenbegründung: Bereits die ältesten bekannten Siegel (ab 1481) und die früheste Wappenzeichnung (1535) zeigen das heute noch geführte „redende“ Wappen (heimsen = ernten). |

## Politik

### Gemeinderat
Der Gemeinderat in Heimsheim besteht aus den 14 gewählten ehrenamtlichen Gemeinderäten und dem Bürgermeister als Vorsitzendem. Der Bürgermeister ist im Gemeinderat stimmberechtigt.
Die Kommunalwahl am 9. Juni 2024 führte zu folgendem Ergebnis.
| Parteien und Wählergemeinschaften | Parteien und Wählergemeinschaften       | % 2024  | Sitze 2024 | % 2019 | Sitze 2019 | Kommunalwahl 2024 %3020100 22,94 %21,40 %16,92 %15,20 %16,13 %7,42 % FWCDUBfHSPDUWVFrauenGewinne und Verlusteim Vergleich zu 2019 %p 6 4 2 0 −2 −4 −6 −8+0,09 %p+2,13 %p−7,93 %p+0,40 %p+5,85 %p−0,54 %pFWCDUBfHSPDUWVFrauen |
| FWV                               | Freie Wählervereinigung Heimsheim       | 22,94   | 3          | 22,85  | 3          | Kommunalwahl 2024 %3020100 22,94 %21,40 %16,92 %15,20 %16,13 %7,42 % FWCDUBfHSPDUWVFrauenGewinne und Verlusteim Vergleich zu 2019 %p 6 4 2 0 −2 −4 −6 −8+0,09 %p+2,13 %p−7,93 %p+0,40 %p+5,85 %p−0,54 %pFWCDUBfHSPDUWVFrauen |
| CDU                               | Christlich Demokratische Union          | 21,40   | 3          | 19,27  | 3          | Kommunalwahl 2024 %3020100 22,94 %21,40 %16,92 %15,20 %16,13 %7,42 % FWCDUBfHSPDUWVFrauenGewinne und Verlusteim Vergleich zu 2019 %p 6 4 2 0 −2 −4 −6 −8+0,09 %p+2,13 %p−7,93 %p+0,40 %p+5,85 %p−0,54 %pFWCDUBfHSPDUWVFrauen |
| BfH                               | Bürger für Heimsheim                    | 16,92   | 3          | 24,85  | 4          | Kommunalwahl 2024 %3020100 22,94 %21,40 %16,92 %15,20 %16,13 %7,42 % FWCDUBfHSPDUWVFrauenGewinne und Verlusteim Vergleich zu 2019 %p 6 4 2 0 −2 −4 −6 −8+0,09 %p+2,13 %p−7,93 %p+0,40 %p+5,85 %p−0,54 %pFWCDUBfHSPDUWVFrauen |
| SPD                               | Sozialdemokratische Partei Deutschlands | 15,20   | 2          | 24,80  | 2          | Kommunalwahl 2024 %3020100 22,94 %21,40 %16,92 %15,20 %16,13 %7,42 % FWCDUBfHSPDUWVFrauenGewinne und Verlusteim Vergleich zu 2019 %p 6 4 2 0 −2 −4 −6 −8+0,09 %p+2,13 %p−7,93 %p+0,40 %p+5,85 %p−0,54 %pFWCDUBfHSPDUWVFrauen |
| UWV                               | Unabhängige Wählervereinigung Heimsheim | 16,13   | 2          | 10,28  | 1          | Kommunalwahl 2024 %3020100 22,94 %21,40 %16,92 %15,20 %16,13 %7,42 % FWCDUBfHSPDUWVFrauenGewinne und Verlusteim Vergleich zu 2019 %p 6 4 2 0 −2 −4 −6 −8+0,09 %p+2,13 %p−7,93 %p+0,40 %p+5,85 %p−0,54 %pFWCDUBfHSPDUWVFrauen |
| Frauen                            | Frauen für Heimsheim                    | 7,42    | 1          | 7,96   | 1          | Kommunalwahl 2024 %3020100 22,94 %21,40 %16,92 %15,20 %16,13 %7,42 % FWCDUBfHSPDUWVFrauenGewinne und Verlusteim Vergleich zu 2019 %p 6 4 2 0 −2 −4 −6 −8+0,09 %p+2,13 %p−7,93 %p+0,40 %p+5,85 %p−0,54 %pFWCDUBfHSPDUWVFrauen |
| Gesamt                            | Gesamt                                  | 100     | 14         | 100    | 14         | Kommunalwahl 2024 %3020100 22,94 %21,40 %16,92 %15,20 %16,13 %7,42 % FWCDUBfHSPDUWVFrauenGewinne und Verlusteim Vergleich zu 2019 %p 6 4 2 0 −2 −4 −6 −8+0,09 %p+2,13 %p−7,93 %p+0,40 %p+5,85 %p−0,54 %pFWCDUBfHSPDUWVFrauen |
| Wahlbeteiligung                   | Wahlbeteiligung                         | 64,97 % | 64,97 %    | 61,3 % | 61,3 %     | Kommunalwahl 2024 %3020100 22,94 %21,40 %16,92 %15,20 %16,13 %7,42 % FWCDUBfHSPDUWVFrauenGewinne und Verlusteim Vergleich zu 2019 %p 6 4 2 0 −2 −4 −6 −8+0,09 %p+2,13 %p−7,93 %p+0,40 %p+5,85 %p−0,54 %pFWCDUBfHSPDUWVFrauen |

## Kultur und Sehenswürdigkeiten

### Bauwerke
- Die vier Gebäude Schleglerschloss, Graevenitz’sches Schloss, Zehntscheuer und Stadtkirche bilden als Ensemble den Heimsheimer Schlosshof. Die Wahrzeichen Heimsheims sind schon von fern zu erkennen. Im Graevenitzschen Schloss ist das Rathaus untergebracht, während sich in der renovierten Zehntscheuer die Stadtbücherei befindet. Das alte Rathaus am Marktplatz ist Sitz der örtlichen Polizeidienststelle. Das Schleglerschloss – auch Schleglerkasten und Steinhaus genannt – ist heute ein Vereins- und Bürgerhaus, das während der Woche von den Vereinen, am Wochenende für private Feiern genutzt wird. Die Burg diente im Mittelalter dem Wohnen, der Verteidigung, der Repräsentation, der Verwaltung, der Rechtspflege und der Bevorratung. Trotz des Namens war sie jedoch nicht die Burg der Schlegler, sondern wurde von den Herren von Gemmingen errichtet.
  - 1811–1956: Nutzung als Fruchtkasten
  - 1933–1945: Belegung durch die Hitlerjugend

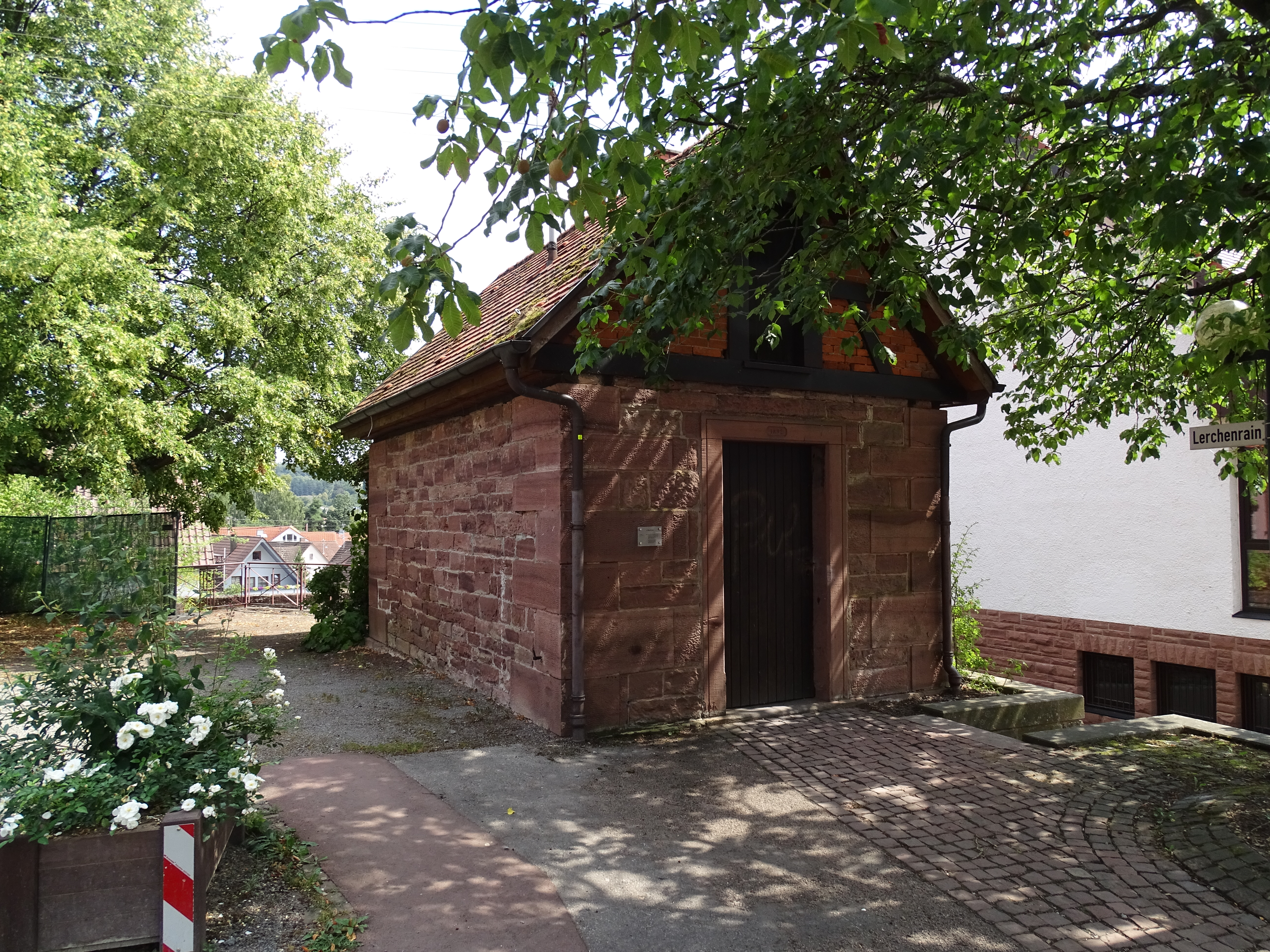
Backhaus

- BackhausAm Ort gibt es drei alte Backhäuser, wobei eines davon auch das Waschhaus war. Das besondere an diesem ist die Obstdörre. Das Wasch- und Backhaus wurde von der Denkmalstiftung Baden-Württemberg zum „Denkmal des Monats Dezember 2005“ ernannt.
- Das Hauptgebäude der Autobahnmeisterei Heimsheim, aus Kostengründen vor Jahren geschlossen, wurde 1941 erstellt und steht heute unter Denkmalschutz.

## Wirtschaft und Infrastruktur

### Verkehrsinfrastruktur
Heimsheim ist durch die Anschlussstelle 46 Heimsheim der Bundesautobahn 8 (Perl – Bad Reichenhall) an das überregionale Straßennetz angebunden.
Die auf der Gemarkung verlaufende L 1180 führt über Rutesheim und Leonberg direkt zur Landeshauptstadt Stuttgart. Die weiteren Straßen führen nach Friolzheim (L 1180), Mönsheim (L 1134), Tiefenbronn (L 1175), nach Perouse und Hausen (Weil der Stadt) (L 1179) sowie nach Malmsheim (K 4567).
Durch die Stadt Heimsheim und die Firma Maxit wurde eine Querspange zwischen der L 1180 und der L 1175 errichtet, um den Schwerlastverkehr in Richtung Autobahn aus Heimsheim fernzuhalten. Mittlerweile wird diese Gemeindestraße auch zur Entlastung von Perouse genutzt, dort ist seit Mai 2006 der Durchgangsverkehr für LKW über 7,5 t gesperrt.

### Öffentlicher Personen-Nahverkehr
Heimsheim liegt am Rande des Verkehrsverbunds Pforzheim-Enzkreis (VPE) und ist über die Buslinien 652/653 nach Leonberg an den Verkehrs- und Tarifverbund Stuttgart (VVS) angebunden. Seit 1. September 2013 gehört Heimsheim neben der Zugehörigkeit zum VPE zusätzlich auch zum Gebiet des VVS.
Im Gebiet des VPE verbinden die Linien 652 und 653 Heimsheim mit Friolzheim, Wimsheim und Mönsheim. Zudem fährt die Linie 761 (vor dem 9. Dezember 2007: Linie 656) über Wurmberg nach Pforzheim.

### Ansässige Unternehmen
Im Bereich der Anschlussstelle Heimsheim wurde neben dem Gewerbegebiet Schafwäsche das 15 ha große Gewerbegebiet Egelsee erstellt.

### Medien
Von der Stadt Heimsheim wird das Amts- und Mitteilungsblatt Heimsheim Aktuell herausgegeben. Darüber hinaus wird zeitgleich das Heimsheimer Stadtjournal verteilt. Über die lokalen Ereignisse berichten die Pforzheimer Zeitung sowie die Stuttgarter Zeitung mit der Ausgabe der Leonberger Kreiszeitung.
Bekanntheit erlangte Heimsheim als Drehort der ARD-Fernsehserie Oh Gott, Herr Pfarrer.

### Öffentliche Einrichtungen

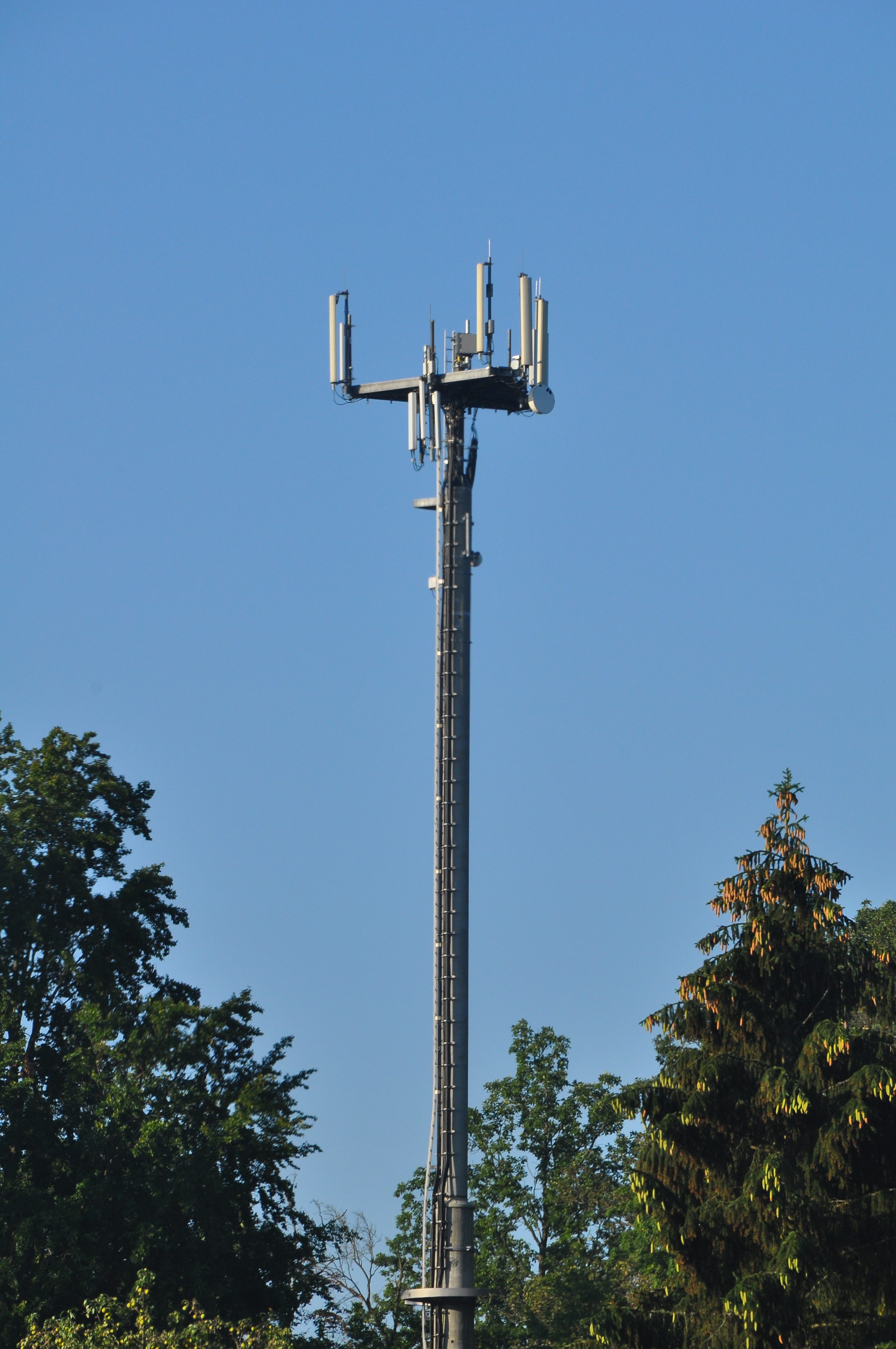
Mobilfunkturm „Candelabra“ vor der JVA Heimsheim

Öffentliche Einrichtungen und Gebäude sind das Altenpflegeheim „Haus Heckengäu“ und das Feuerwehrhaus. Seit 2006 befindet sich die Stadtbücherei in der sanierten Zehntscheune direkt am Schlosshof. Ferner sind dort auch das Seniorenkaffee, die Volkshochschule und ein Internetangebot für Senioren untergebracht.

### Bildung
Die Ludwig-Uhland-Schule, heute Grund-, Haupt- und Realschule geht in ihrer Tradition auf die bereits 1862 gegründete Realschule der Stadt zurück.
Heimsheim verfügt über drei Kindergärten und eine Kinderkrippe.

### Sonstige Einrichtungen
Nordwestlich von Heimsheim, rund 500 Meter westlich der Autobahnauffahrt, gibt es ein modernes Gefängnis, die Justizvollzugsanstalt Heimsheim. Unmittelbar vor dem Gefängnis steht der Mobilfunkturm „Heimsheimer Candelabra“. Der Name rührt daher, dass dieser Turm wegen seiner drei Spitzen an die Form eines Kandelabers erinnert.

## Regelmäßige Veranstaltungen
In den Monaten Juni, Juli und August finden das Feuerwehrfest (alle zwei Jahre), das Schleglerfest des Musikvereins Stadtkapelle Heimsheim sowie das Reitturnier des Ländlichen Reit- und Fahrvereins Heimsheim statt. Alle fünf Jahre werden unter Mithilfe aller Vereine die SchlossHOFspiele (Freilichttheater mit Rahmenprogramm) veranstaltet. Als weiteres regelmäßiges Event findet in den letzten beiden Wochen der Sommerferien in Baden-Württemberg die Stadtranderholung für Kinder statt, die von der Initiative für Kinder und Jugendliche e. V. organisiert wird.

## Persönlichkeiten

### Söhne und Töchter der Stadt
- Jakob Hofsess (16. Jahrhundert), Klostervogt
- Friedrich Wilhelm Fischer (1779–1836), Oberamtmann in Nürtingen, Landtagsabgeordneter
- Johann Friedrich Stahl (1718–1790), Forstwissenschaftler und Lehrer an der Hohen Karlsschule
- Carl Heinrich Schnauffer (1823–1854), Dichter, Publizist und Revolutionär

### Personen, die mit Heimsheim verbunden sind
- Gottfried Haase (1923–2014), Politiker, lebte in Heimsheim
- Gerhard Klein (* 1932), Erziehungswissenschaftler, wuchs in Heimsheim auf
- Carola Kretschmer, Gitarristin, wohnte in Heimsheim[6]